# 16528 Terakado
16528 Terakado este un asteroid din centura principală de asteroizi.

## Descriere
16528 Terakado este un asteroid din centura principală de asteroizi. A fost descoperit pe 2 aprilie 1991 la Kitami de Kin Endate și Kazuro Watanabe. Asteroidul prezintă o orbită caracterizată de o semiaxă mare de 2,53 ua, o excentricitate de 0,21 și o înclinație de 9,1° în raport cu ecliptica.